# Robert Kennicott
Robert Kennicott  (Nueva Orleans, 13 de noviembre de 1835-13 de mayo de 1866) fue un naturalista y herpetólogo estadounidense. Una enfermedad crónica le impidió asistir con regularidad a la escuela cuando era niño, aunque en cambio, pasaba la mayor parte de su tiempo al aire libre, recolectando plantas y animales. Su padre lo educó en casa y convenció al naturalista Jared Potter Kirtland para que lo aceptara como suplente. Pronto, estuvo proporcionando especímenes para el Instituto Smithsoniano a través del secretario adjunto Spencer Fullerton Baird.
Abogó por el estudio y la protección de los animales de las praderas nativas en una época en la que los agricultores buscaban erradicarlos. Se asoció con la Universidad Northwestern para fundar un museo de historia natural en 1857 y luego fundó la Academia de Ciencias de Chicago. Mientras estuvo en Chicago, sirvió como mentor de varios jóvenes naturalistas, incluido William Healey Dall. Se unió al Megatherium Club y estudió especímenes en la bahía de Hudson. Fue contratado por Western Union como jefe científico para su proyecto de telégrafo ruso-estadounidense a mediados de la década de 1860. Murió durante la expedición y fue recordado como el homónimo glaciar Kennicott de Alaska. Su casa,"The Grove", en Glenview, Illinois, es hoy reconocida como Hito Histórico Nacional por el Servicio de Parques Nacionales.

## Biografía

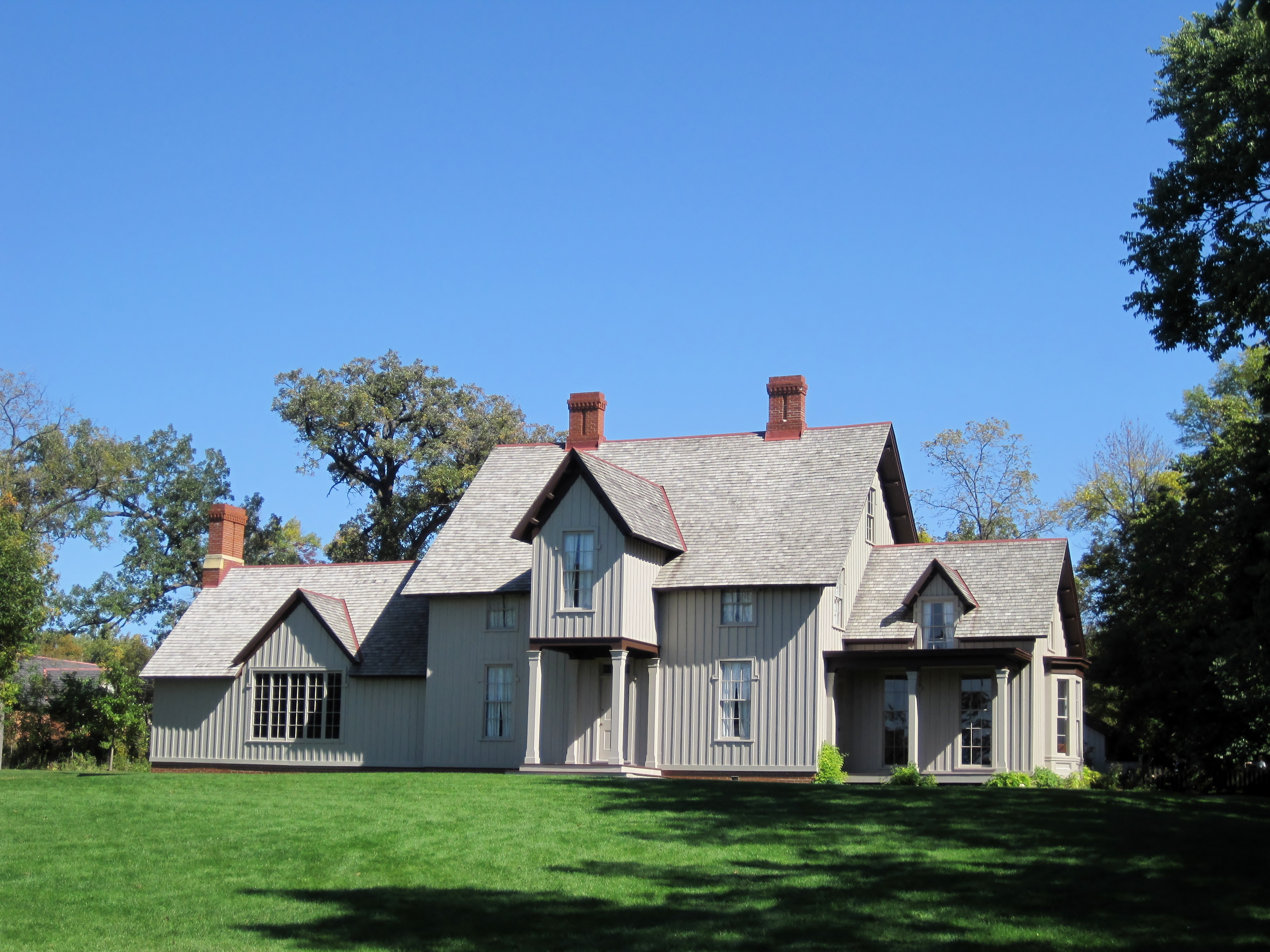
Kennicotts Grove

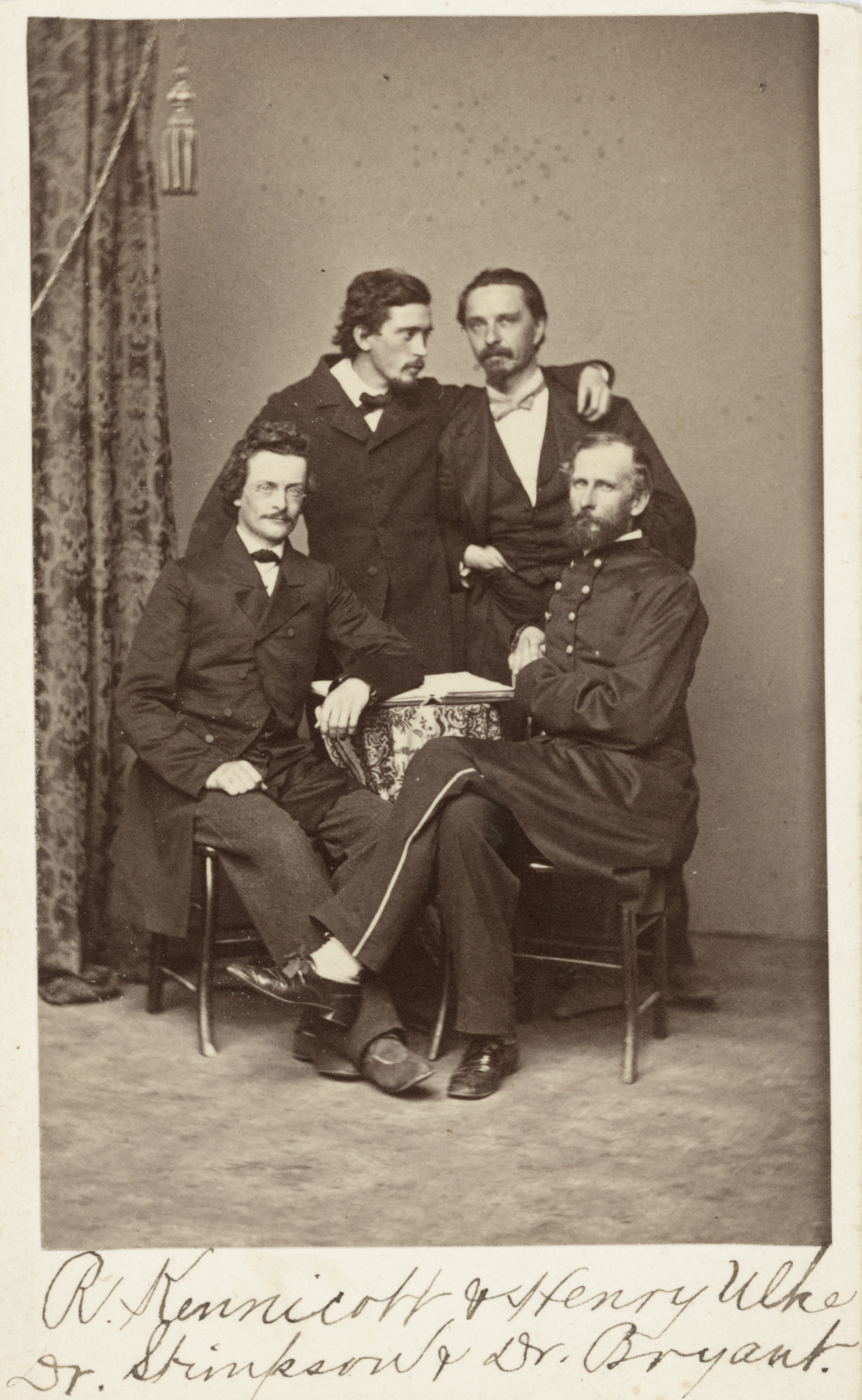
Robert Kennicott, Henry Ulke, William Stimpson yHenry Bryantdel Megatherium Club, circa 1863.

Robert Kennicott nació en Nueva Orleans, Luisiana, el 13 de noviembre de 1835. Su padre, John Albert, estaba interesado en la botánica y mantenía una gran propiedad en Northfield Township (Illinois)1, condado de Cook, Illinois, que llegó a ser conocida como "The Grove". Robert era un niño enfermizo e intentó mejorar su salud general pasando mucho tiempo al aire libre. No asistía a la escuela con regularidad, pero su padre se aseguró de que recibiera una educación en casa. Bajo la tutela de su padre, aprendió a observar pacientemente la naturaleza y comenzó a recolectar especímenes.Jared Potter Kirtland, amigo del padre de Kennicott y uno de los principales naturalistas del oeste, aceptó tomar a Robert como estudiante a finales de 1852. Kennicott pasó el invierno con East Rockport. (ahora Lakewood), Ohio. Kirtland animó a Kennicott a ponerse en contacto con otros naturalistas, y pronto Kennicott llamó la atención de Spencer Fullerton Baird, el subsecretario del Instituto Smithsonian. Durante los siguientes trece años, mantuvo correspondencia con Baird sobre sus hallazgos. Como Illinois todavía estaba en gran medida indocumentada por los naturalistas, Baird animó a Kennicott a que le enviara especímenes.
En 1855, el Ferrocarril Central de Illinois encargó a la Sociedad Agrícola del Estado de Illinois que preparara un estudio de los recursos naturales del estado. El padre de Kennicott era el secretario de la sociedad y recomendó a Robert para el puesto. Después de la campaña, publicó un catálogo de los animales del condado de Cook (Illinois). La primera especie animal nueva identificada por Kennicott fue una serpiente del norte de Illinois, que envió a Baird. Baird sugirió que Kennicott nombrara al animal en honor a Kirtland, Regina kirtlandii  (hoy Clonophis kirtlandii). Kennicott publicó un artículo en tres partes de 1856 a 1858 titulado The Quadrupeds of Illinois, Injurious and Beneficial to the Farmer (Los cuadrúpedos de Illinois, perjudiciales y beneficiosos para el granjero). En él, Kennicott suplicaba a los agricultores que primero estudiaran los hábitos de los animales salvajes antes de intentar erradicarlos. El Patronato de la Universidad Northwestern acudió a Kennicott a principios de 1857 y le pidió que los ayudara a crear un museo de historia natural. Ese mismo año, cofundó la Academia de Ciencias de Chicago. Durante los dos inviernos siguientes, trabajó en el Smithsonian de Washington, D. C., ayudando a Baird a organizar sus colecciones de anfibios y reptiles. Allí conoció a William Stimpson y pasó a formar parte del Megatherium Club.

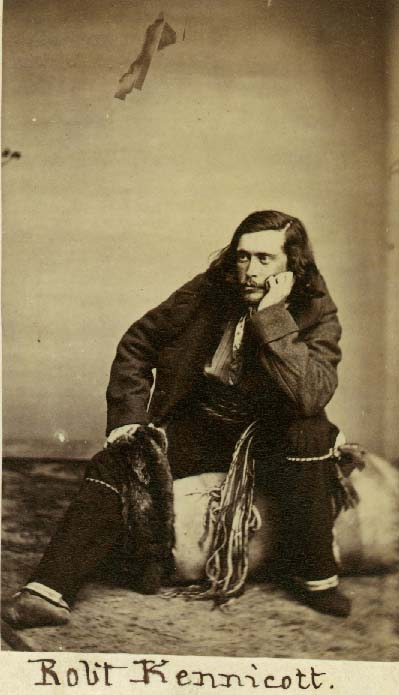
Robert Kennicott, retratado por Samuel Montague Fassett

En abril de 1859 emprendió una expedición para recolectar especímenes de historia natural en los bosques boreales subárticos  del noroeste de Canadá, en lo que hoy son los valles de los ríos Mackenzie y Yukon y en la tundra ártica más allá. Kennicott se hizo popular entre los comerciantes de pieles de la Compañía de la Bahía de Hudson en el área y los animó a recolectar y enviar especímenes de historia natural y artefactos de las Naciones Originarias al Instituto Smithsoniano. Regresó a Washington a finales de 1862. Consideró unirse al Ejército de la Unión en la Guerra Civil, pero fue convencido de lo contrario, enviando un sustituto. Robert y su hermano menor vivieron en el castillo Smithsonian durante la guerra junto con Edward Drinker Cope y otros naturalistas destacados. Regresó a Illinois en 1863 para atender a su padre enfermo, quien murió ese mismo año.

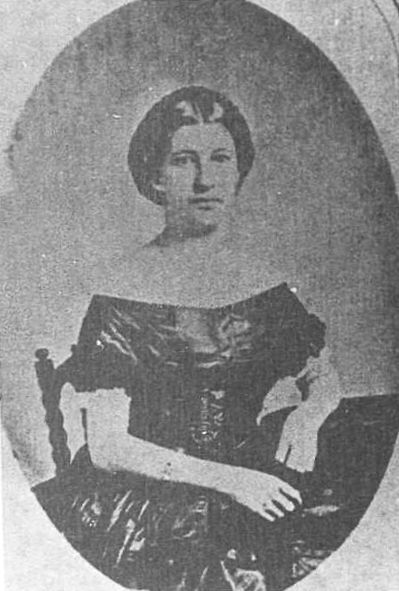
Helen Teunisson

Mientras trabajaba en el Instituto Smithsonian bajo la dirección del subsecretario Spencer F. Baird, Kennicott escribió las descripciones originales de muchos nuevos taxones de serpientes traídos por expediciones al oeste americano. También recolectó especímenes de serpientes, incluso con su prima hermana Helen L. Teunisson. Posteriormente nombró a la subespecie Carphophis amoenus helenae en su honor.
En 1864 se organizó la Expedición Telegráfica de la Western Union para encontrar una posible ruta para una tender línea telegráfica entre América del Norte y Rusia a través del estrecho de Bering. Kennicott fue seleccionado como científico para esta expedición, y el grupo de naturalistas enviados para ayudarlo incluía a W.H. Dall.
La expedición llegó a San Francisco en abril de 1865, pero los desacuerdos entre sus líderes hicieron que se lograra poco. El grupo se trasladó al norte, a Vancouver, donde Kennicott sufrió un período de mala salud. Después de su recuperación, se trasladaron nuevamente al norte, a Alaska, en agosto de 1865. Murió en mayo de 1866 mientras viajaba río arriba por el río Yukón. Su cuerpo fue devuelto a la casa de su familia en Illinois, encerrado en un bote de metal y enviado a través de Rusia y Japón en lugar de ser enviado de regreso por senderos no desarrollados a través de Canadá. El esqueleto de Kennicott en exhibición en el Museo Nacional de Historia Natural del Smithsonian
En un giro interesante, el científico se convirtió en objeto de estudio. Una investigación realizada entre 2001 y 2016 sobre la causa de su muerte sugirió que Kennicott podría haber sufrido el síndrome de QT largo, una afección cardíaca congénita que puede provocar latidos cardíacos irregulares, debilidad y desmayos. Esto empeoró con la estricnina, una droga que Kennicott se autoadministraba regularmente para mejorar su condición, pero que solo la agravaba. Según un resumen de la investigación publicado en el Washington Post, «la combinación de estrés, cansancio físico y 'medicina' tóxica fue demasiado para el débil corazón del joven científico», y provocó su muerte por paro cardíaco. Con el permiso de su familia, su cuerpo se agregó a la colección de anatomía humana del Smithsonian.

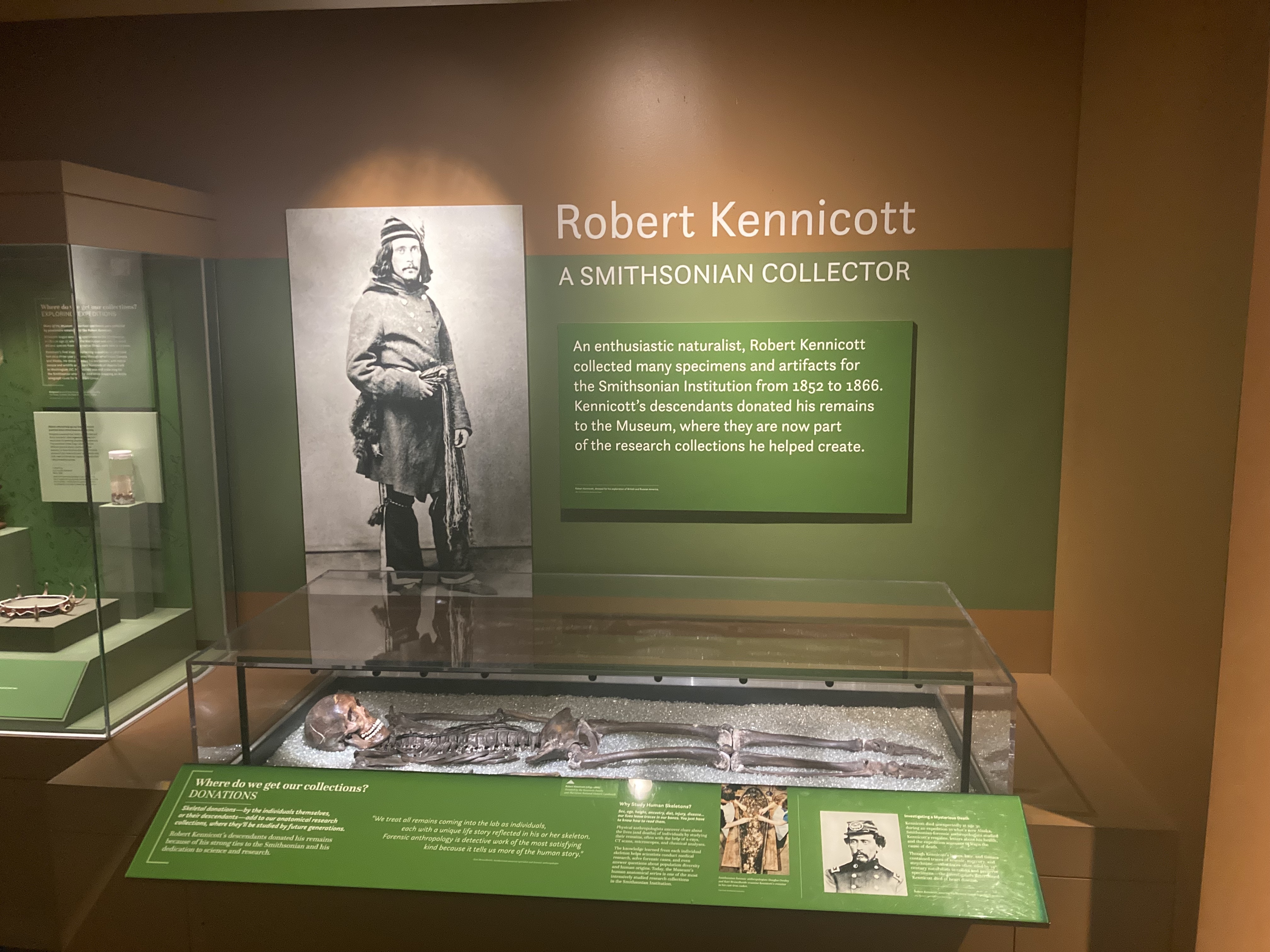
El esqueleto de Kennicott en exhibición en el Museo Nacional de Historia Natural del Smithsonian.

## Legado
Para conmemorar sus esfuerzos en nombre de la ciencia, recibieron su nombre algunos accidentes geográficos, como el glaciar Kennicott, el valle Kennicott,  y el río Kennicott: también una embarcación, el MV Kennicott. La ciudad alaskeña de Kennecott, famosa por sus ricas minas de cobre, recibió su nombre por su proximidad al glaciar. Sin embargo, el nombre estaba ligeramente mal escrito. Las características naturales han conservado la ortografía original de su nombre, mientras que las minas y negocios relacionados han seguido usando esa ortografía alternativa.
Además, dos aves conservan el nombre de Kennicott: el tecolote occidental (Megascops kennicottii)  y el mosquitero boreal alaskeño (Phylloscopus borealis kennicottii).
Algunos de sus papeles se conservan en la Universidad Northwestern, otros en la casa de su familia,  The Grove, un Hito Histórico Nacional] (National Historic Landmark) en Glenview, Illinois, donde permanece su tumba original en una parcela familiar. Sus artículos también están disponibles en microfilm en la Biblioteca Pública de Glenview en la Sala de Genealogía e Historia Local.
El Instituto Smithsonian ha realizado una reconstrucción tridimensional de su rostro escaneando su cráneo y utilizando computadoras para reconstruir su estructura facial. Luego se hizo una copia tridimensional del cráneo, sobre la cual un escultor moldeó arcilla para la reconstrucción facial.
El escritor de naturaleza Donald Culross Peattie (Donald C. Peattie) incluye un bosquejo de la vida de Kennicott en sus memorias tituladas The Road of a Naturalist. [El camino de un naturalista]. Peattie pasó un tiempo en Kennicott's Grove durante su infancia.